# Victor Rothschild
Pour les autres membres de la famille, voir Famille Rothschild.
Victor Rothschild (31 octobre 1910 – 20 mars 1990), 3e baron Rothschild, est un financier, biologiste, zoologue et chercheur scientifique, appartenait à la branche anglaise de la famille Rothschild. Ancien membre des Cambridge Apostles, il travaille comme officier de renseignement pour le MI5 pendant la Seconde Guerre mondiale. Soupçonné à tort d'appartenir au réseau d'espionnage des Cinq de Cambridge, il réussit à se disculper et à continuer d'exercer ses fonctions de conseiller en matière de sécurité auprès de Margaret Thatcher.

## Biographie

### L'héritier des Rothschild

Blason de la famille Rothschild.

Né le 31 octobre 1910, Nathaniel Mayer Victor Rothschild est le fils de l'entomologiste Charles Rothschild et de son épouse, Roszika von Wertheimstein. Frère cadet de Miriam Louisa Rothschild, qui est une célèbre entomologiste comme leur père, il est l'héritier du titre et est le chef de famille pour la branche britannique des Rothschild, dite « de Londres ». Il reprend le titre de baron à la mort de son oncle Walter, deuxième baron, en 1937.
Après ses études à Harrow School, Victor Rothschild entre au Trinity College de l'université de Cambridge afin de suivre une spécialisation en physiologie. Dans le domaine sportif, il se distingue en tant que champion de cricket tout en menant au volant de sa Bugatti une vie de play-boy amateur d'objets d'art et de livres rares.

### Les Apostles
À Trinity College, Victor Rothschild est admis dans la société secrète des Cambridge Apostles auquel appartient John Maynard Keynes avec qui il se lie d'amitié. Son mariage avec Barbara, la fille de Mary Hutchinson, le rapproche du Bloomsbury Group  notamment de Virginia Woolf, et de son neveu Julian Bell, lui aussi Apostle. Victor Rothschild est l'ami de deux autres Apostles, Anthony Blunt et Guy Burgess, recrutés comme espions par le NKVD. Il leur prête un appartement à Londres où ils cohabitent avec la comédienne Teresa Mayor qu'il épouse après son divorce en 1946. Cette proximité lui vaut trente ans plus tard d'être soupçonné d'appartenir à leur réseau d'espions opérant pour le compte du KGB, voire d'être le « cinquième homme » des Cinq de Cambridge. Aucune preuve ne pourra cependant être retenue contre lui, même si Anthony Blunt et Teresa (Tess) Mayor sont entrés au MI5 sur sa proposition, en 1940. Innocenté par Margaret Thatcher, les spécialistes s'accordent, dans les années 1990, à désigner John Cairncross comme le « cinquième homme »[réf. nécessaire].
En tout état de cause, il donne à Anthony Blunt la somme, considérable pour l'époque, de 100 £ destinée à l'achat d'un tableau de Nicolas Poussin que souhaite acquérir Blunt afin d'enrichir sa collection privée. Cette toile, Éliezer et Rebecca, est l'une des plus belles du maître français. Blunt la conserve jusqu'à la fin de sa vie. Elle est vendue en 1985 par ses exécuteurs testamentaires pour un montant de 192 500 £ au Fitzwilliam Museum de Cambridge, où elle se trouve toujours.

### Le conseiller du gouvernement

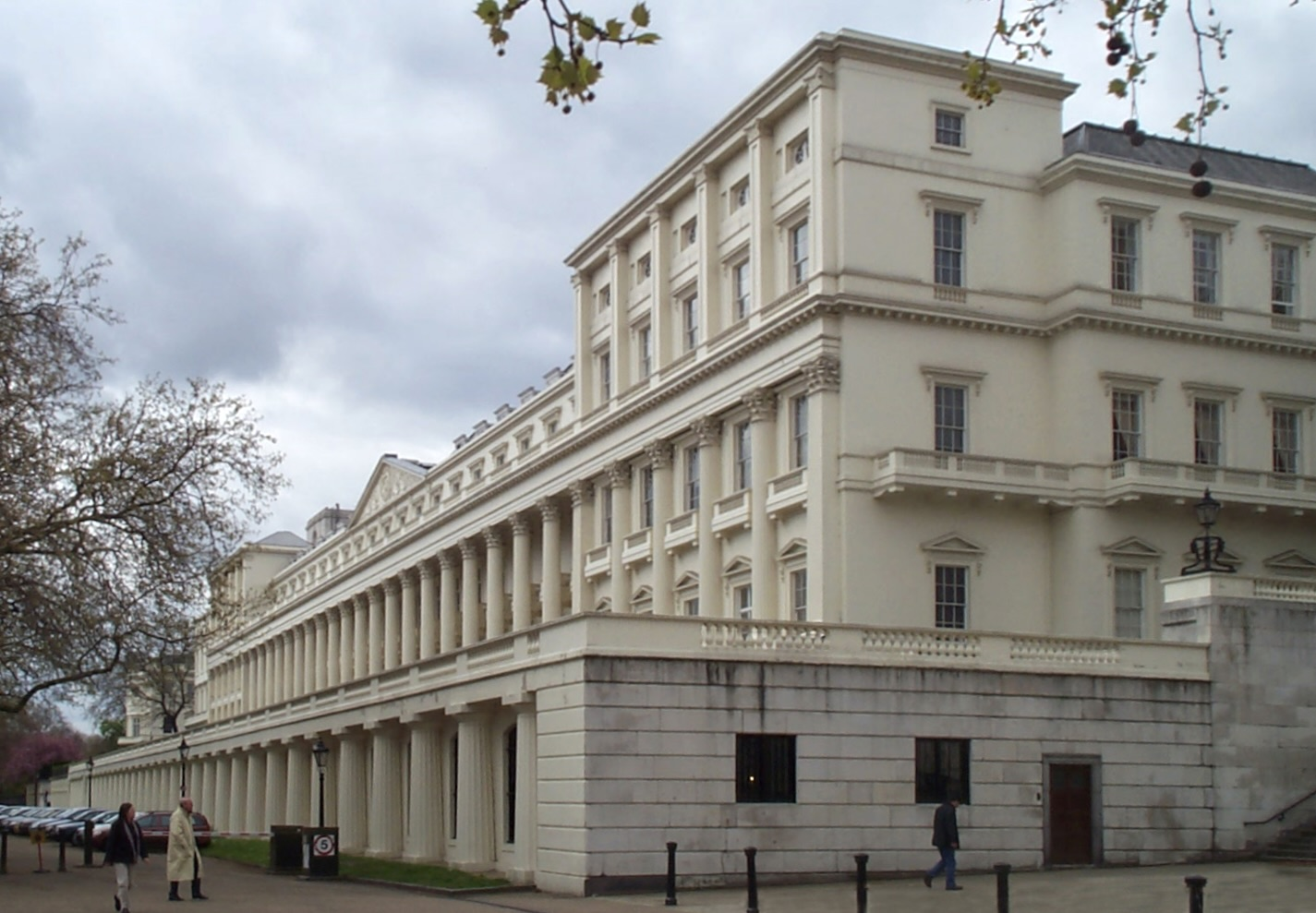
La Royal Society de Londres.

Recruté par le MI5 pendant la Seconde Guerre mondiale, Victor Rothschild est employé par les services de renseignement britannique dans des opérations d'information et de désinformation qui lui permettent d'obtenir la plus haute des récompenses militaires, la George Medal, décernée pour actes de bravoure exceptionnels en temps de paix. Après la libération de la France, Victor Rothschild a aussi travaillé au MI6 avec Kim Philby, l'agent double britannique à la solde du KGB.
Quelques années après la guerre, il entre au département de zoologie de l'université de Cambridge, poste qu'il occupe de 1950 jusqu'à sa retraite en 1970, tout en étant également responsable de l'Agricultural Research Council de 1948 à 1958, et de la recherche scientifique pour la Royal Dutch Shell au niveau international entre 1963 et 1970.
Membre de la Royal Society de Londres, grand-croix de l'ordre de l'Empire britannique, il siège à la Chambre des lords dans les rangs du Parti travailliste. Cet engagement à gauche ne l'empêche pas de rester le conseiller du gouvernement en matière de sécurité auprès du Premier ministre britannique, Margaret Thatcher.

## Descendance
- 1) En 1933, Victor Rothschild épouse Barbara Judith Hutchinson (née en 1911), dont il a trois enfants :

1. Sarah (1934)
2. Jacob (1936-2024), quatrième baron Rothschild en 1990
3. Miranda (1940)

- 2) En 1946, il épouse Teresa Georgina Mayor, dont il a quatre enfants :

1. Emma Georgina (1948), historienne de l'économie, qui épouse le prix "Nobel" d'économie Amartya Sen (lui-même Apostle)
2. Benjamin Mayer (1952)
3. Victoria Katherine (1953)
4. Amschel Mayor James (1955-1996).

## Sources
Cet article s'inspire en grande partie de l'article en:Victor Rothschild, 3rd Baron Rothschild.